# Кокуй (Ірбітський міський округ)
Коку́й (рос. Кокуй) — присілок у складі Ірбітського міського округу Свердловської області.
Населення — 51 особа (2010, 52 у 2002).
Національний склад населення станом на 2002 рік: росіяни — 100 %.